# Schloss Sächsisch Haugsdorf

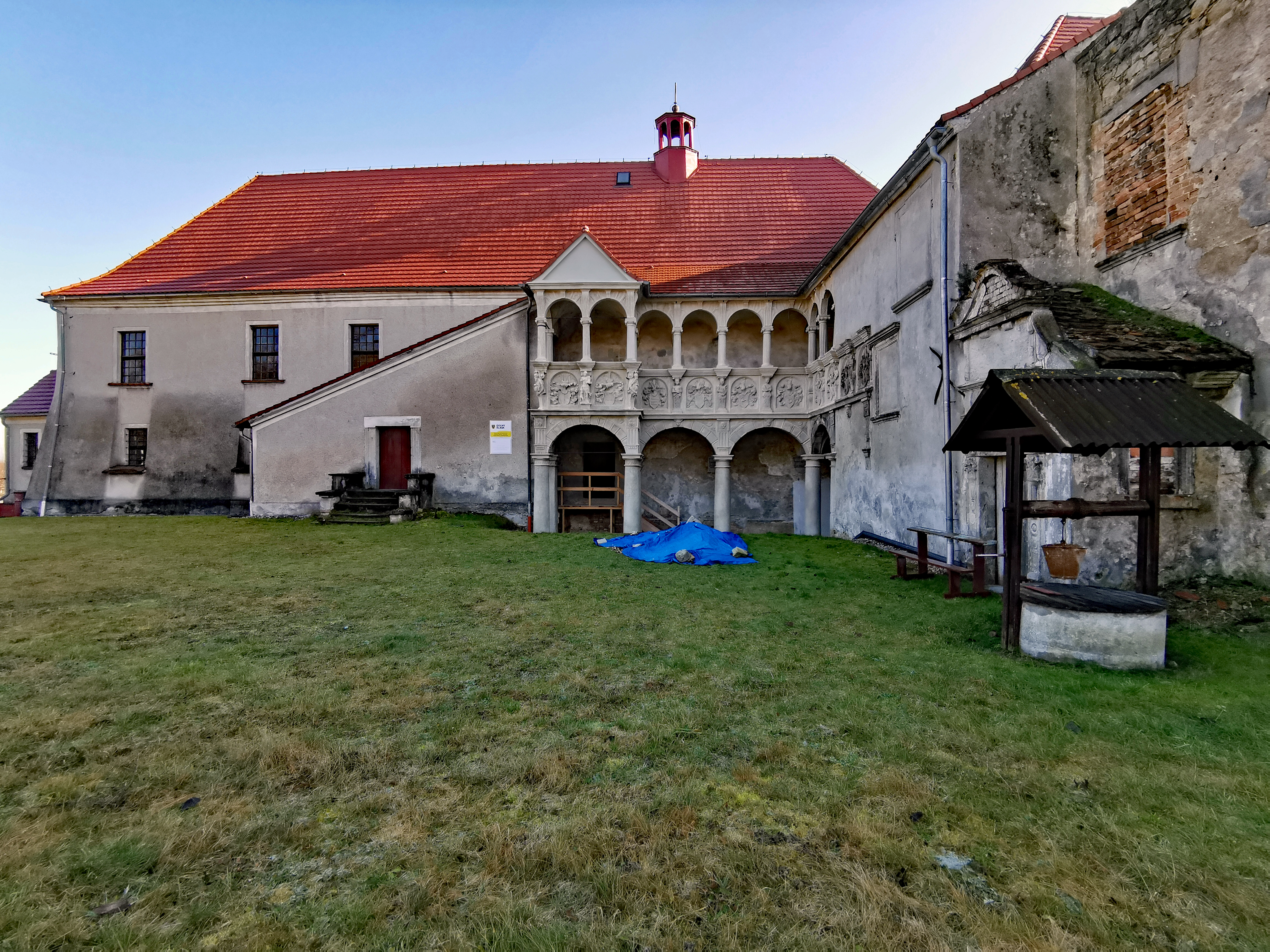
Schloss Sächsisch Haugsdorf

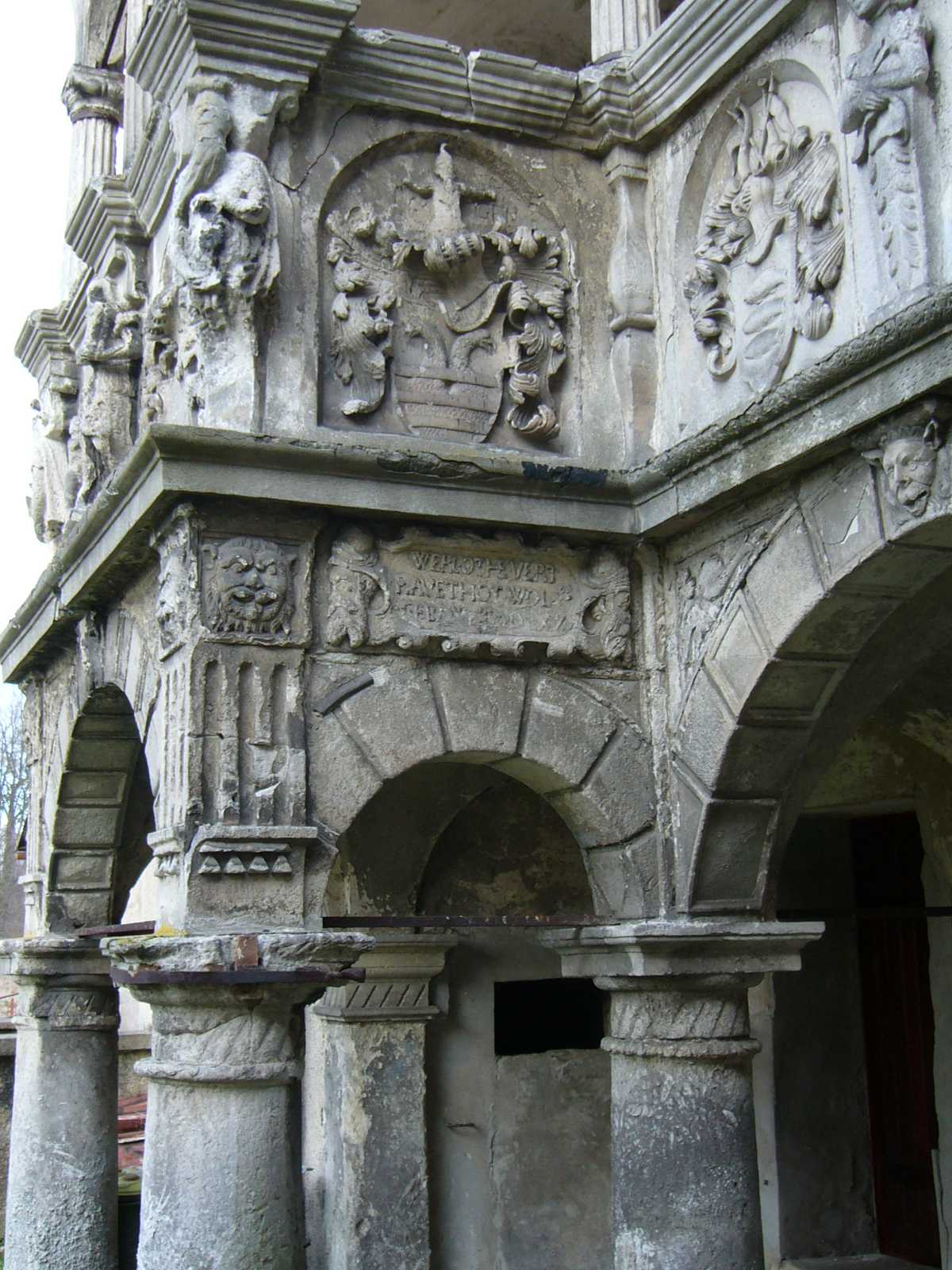
Renaissanceportal mit Wappen

Das Schloss Sächsisch Haugsdorf (polnisch Dwór w Nawojowie Łużyckim) befindet sich in Nawojów Łużycki (deutsch: Sächsisch Haugsdorf) im Powiat Lubański der Woiwodschaft Niederschlesien in Polen. Es liegt am westlichen Ufer des Queis (Kwisa) in der Oberlausitz.

## Geschichte
Die Geschichte von Sächsisch Haugsdorf reicht bis ins 15. Jahrhundert zurück, als es in Besitz derer von Gersdorff war. Im Jahr 1503 wurde es Laubaner Stadtgut, fiel jedoch 1547 infolge des Oberlausitzer Pönfalls an die königliche Kammer, womit Nickel von Tschirnhaus Eigentümer wurde. 1570/1571 errichtete Christoph Friedrich von Tschirnhaus ein reich geschmücktes zweiflügeliges Herrenhaus („Schlösschen“) im Stil der Renaissance. 1626 wurde die Anlage durch einen Brand teilweise zerstört. 1756 wurde das wieder im Besitz der Stadt Lauban befindliche 300 Hektar große Gut mit dem Schloss und gewerblichen Nebenbetrieben vom Magdalenerinnenkloster Lauban erworben und danach auf- und umgebaut. Am Ende des Zweiten Weltkriegs, infolge dessen der größte Teil Schlesiens an Polen fiel, wurde das Schloss stark beschädigt. Erst 1958 wurde die Anlage gesichert und 1966 bis 1968 der Ostflügel zu einem Kirchenraum umgebaut. Der Westflügel verfiel jedoch weiter.

## Bauwerk
Der Baukörper war mit Sgraffitodekorationen verziert. Bemerkenswert sind die aus der Renaissance stammenden doppelgeschossigen Arkaden auf toskanischen Säulen, auf denen Wappen der Hochberg, Tschirnhaus, Kottwitz, Hermsdorf, Seydlitz, Konau, Reichenbach, Seherr, Ledlau, Tschammer und Nostitz angebracht sind.